# Regno di Yeke
Il regno di Yeke fu uno Stato dell'Africa meridionale, esistito nella seconda metà del XIX secolo.

## Storia
Il regno di Yeke fu fondato da M'Siri nel 1856, anno in cui riuscì ad imporsi sui capi tribù dell'area del Katanga, sopraffacendo il Kazembe. Privilegiato dalla sua posizione, a metà strada tra gli oceani Atlantico ed Indiano, il regno prosperò dal punto di vista economico, e la sua capitale, Bunkeya, divenne un crocevia fondamentale delle rotte commerciali tra est ed ovest. Inoltre le ricche miniere di rame, oltre che l'avorio, fornivano a M'Siri un'ottima merce di scambio per l'acquisto di armi da fuoco, necessaria a mantenere il dominio sull'area. Maggiori alleati commerciali del paese furono i signori della guerra Tippu Tip, che dominava le aree intorno al lago Tanganica, e Mirambo che controllava i territori intorno Tabora. Inoltre il paese aveva solidi legami commerciali con i portoghesi dell'Angola.
Interessato ai giacimenti di rame Cecil Rhodes inviò presso la corte di M'Siri Alfred Sharpe con un contratto che avrebbe posto il suo regno sotto controllo britannico. Grazie però all'intervento del missionario Charles Swan, che tradusse per il re il documento, M'Siri non siglò quello che era a tutti gli effetti un contratto capestro. 
Successivamente giunsero presso la corte di M'Siri anche dei diplomatici belgi che proposero accordi simili a quelli precedentemente rifiutati. Respinte le loro proposte i belgi inviarono delle truppe, guidate dal canadese William Grant Stairs, nel regno di Yeke. Lo stesso M'Siri cadde, ucciso da Omer Bodson, un ufficiale belga, il 20 dicembre 1891.
Caduto M'Siri, fu concesso ad un suo figlio il titolo di capo del territorio intorno alla vecchia capitale Bunkeya, mentre il resto del regno di Yeke fu incorporato nello Stato Libero del Congo.